# 于寺古墓
于寺古墓，是位于中国山东省泰安市东平县东平街道于寺村的汉代古墓葬，1985年入选东平县第一批文物保护单位。
于寺古墓现存一座，为封土墓，高1.35米，宽0.22米，厚0.18米，出土有西汉时期的纪年画像石柱。